# 賤精先生
《贱精先生》是一部2002年上映的香港电影。由关信辉导演，陈奕迅和钟欣桐领衔主演。電影插曲《明年今日》是陳奕迅的經典作品。

## 故事大纲
俊辉（陳奕迅飾）和阿娇（鍾欣桐飾）是青梅竹马的好朋友，两人约定长大后成为勇敢、以助人为己任的消防员。在岁月的消磨下，俊辉已忘掉了童年梦想，变成一个极自私和市侩的都市贱精。俊辉每天过着和人针锋相对、尔虞我诈的生活，逐渐失去自我。一次交通意外，俊辉重遇娇，娇仍紧记当初的约定，当了消防员。俊辉在此次交通意外后，离奇得到一种神秘的力量。每当他触摸别人时，无论肉体或心灵的痛苦或喜悦，辉都会感同身受，就如同当事人一样。辉开始懂得将心比心，去感受别人的感受。然而，他无法原谅公司众人在他出事后对他的落井下石，于是决定展开报复行动。

## 演员
| 演员   | 角色     | 关系 | 昵称   |
| 陈奕迅 | 张俊辉   | 自私自利、见利忘义的智能家居设计师 曾偷取Philip的升降機意念來向老闆推銷 因一次車禍令左手有感受別人的能力，將心比心後最終痛改前非 | Gino   |
| 锺欣潼 | 阿娇     | 张俊辉的青梅竹马 消防员 |        |
| 卢巧音 | Gloria   | 张俊辉在公司的死对头 孕妇 | 哥斯拉 |
| 葛民辉 | 大旧     | 张俊辉的童年玩伴 单恋阿娇 |        |
| 李彩华 | Jennifer | 设计公司老板 因童年阴影而心理有问题                                                                                              |        |
| 邓健泓 | Philip   | 张俊辉的同事 曾被张俊辉偷取升降機意念來向老闆推銷                                                                                |        |
| 许绍雄 | Polo     | 张俊辉老板 过度迷信的商人 |        |
| 黃文慧 |          | 張俊輝母親 |        |
| 卓韻芝 |          | 女DJ 經常被人非禮 |        |
| 林雪   | 大隻西   | 好賭的賊 |        |
| 韋家雄 | 阿雄     | |        |
| 李楓   | Luvenia  | |        |
| 劉蜀永 |          | Gloria老公 |        |
| 刘以达 | 医院院长 | 张俊辉入院时认识 有同性恋倾向 |        |
| 周俊伟 | 朱仔     | 张俊辉的童年玩伴 对感情专一，最后结婚                                                                                            |        |
| 李佳芯 |          | 張俊輝同事，被其嘲笑有臭狐 |        |

## 相关提名
第二十二届香港電影金像獎
- 最佳原创电影歌曲 -- 明年今日 主唱：陈奕迅 作曲：陈小霞 填词：林夕
- 杰出青年导演奖 -- 关信辉

## 外部連結
- 《賤精先生》电影官方网站 （页面存档备份，存于）
- 香港影庫上《賤精先生》的資料（繁體中文）
- 開眼電影網上《賤精先生》的資料（繁體中文）
- 时光网上《賤精先生》的資料（简体中文）
- 豆瓣电影上《賤精先生》的資料 （简体中文）
- 爛番茄上《賤精先生》的資料（英文）
- 互联网电影数据库（IMDb）上《賤精先生》的资料（英文）